# Artanisjhalvön
Artanisjhalvön (armeniska: Արտանիշի թերակղզի: Artanisji terakghzi) är en halvö i Armenien. Den ligger i provinsen Gegharkunik, i den centrala delen av landet, 80 kilometer öster om huvudstaden Jerevan. Artanisjhalvön ligger vid Sevansjön.
Trakten runt Artanisjhalvön består i huvudsak av gräsmarker. Runt Artanisjhalvön är det ganska tätbefolkat, med 72 invånare per kvadratkilometer.